# Kypello Kyprou 2013-2014
La Kypello Kyprou 2013-2014 è stata la 72ª edizione della coppa nazionale cipriota. Il torneo è iniziato il 23 ottobre 2013 ed è terminato il 21 maggio 2014.
Grazie al 2-0 inflitto all'Ermis Aradippou, l'APOEL ha vinto il titolo per la ventesima volta nella propria storia.

## Sedicesimi di finale
| Squadra 1          | Risultato       | Squadra 2           |
| ------------------ | --------------- | ------------------- |
| 23 ottobre 2013    |                 |                     |
| AEZ Zakakiou       | 2 – 5           | AEK Koukliōn        |
| Othellos Athīainou | 1 – 1 (1-2 dts) | AEK Larnaca         |
| Doxa Katōkopias    | 9 – 0           | ASIL Lysī           |
| N&S Erīmīs         | 0 – 4           | Omonia              |
| Omonia Aradippou   | 0 – 5           | Ermīs Aradippou     |
| Nea Salamis        | 4 – 1           | Karmiotissa         |
| PAEEK Kerynias     | 0 – 1           | Arīs Limassol       |
| Ethnikos Achnas    | 2 – 0           | Agia Napa           |
| Onīsilos Sōtīra    | 3 – 1           | APEP Pitsilia       |
| EN Parekklisias    | 0 – 2           | Olympiakos Nicosia  |
| EN Paralimni       | 3 – 3 (5-3 dts) | Chalkanoras Idaliou |
| Anorthōsis         | 0 – 0 (5-4 dcr) | Anagennīsī Deryneia |
| 30 ottobre 2013    |                 |                     |
| Alkī Larnaca       | 3 – 0           | AEP Paphos          |
| 19 dicembre 2013   |                 |                     |
| Digenis Voroklinis | 2 – 2 (2-4 dts) | APOEL               |

## Ottavi di finale
| Squadra 1           | Totale     | Squadra 2       | Andata | Ritorno |
| ------------------- | ---------- | --------------- | ------ | ------- |
| 8 / 29 gennaio 2014 |            |                 |        |         |
| Apollōn Limassol    | 4 – 1      | Nea Salamis     | 1 – 0  | 3 – 1   |
| Alkī Larnaca        | 5 – 3      | Onīsilos Sōtīra | 3 – 3  | 2 – 0   |
| AEK Koukliōn        | 1 – 3      | Ermīs Aradippou | 1 – 0  | 0 – 3   |
| EN Paralimni        | 1 – 1(gfc) | Ethnikos Achnas | 0 – 0  | 1 – 1   |
| Anorthōsis          | 2 – 4      | AEK Larnaca     | 1 – 1  | 1 – 3   |
| APOEL               | 2 – 0      | AEL Limassol    | 1 – 0  | 1 – 0   |
| Omonia              | 2 –1       | Arīs Limassol   | 1 – 0  | 1 – 1   |
| Olympiakos Nicosia  | 1 – 9      | Doxa Katōkopias | 1 – 3  | 0 – 6   |

## Quarti di finale
| Squadra 1                                         | Totale      | Squadra 2        | Andata | Ritorno |
| ------------------------------------------------- | ----------- | ---------------- | ------ | ------- |
| 12-19 febbraio 2014 / 19 febbraio - 12 marzo 2014 |             |                  |        |         |
| Alkī Larnaca                                      | 0 – 3       | APOEL            | 0 – 0  | 0 – 3   |
| AEK Larnaca                                       | 0 – 2       | Ermīs Aradippou  | 0 – 0  | 0 - 2   |
| Doxa Katōkopias                                   | 2 – 0       | EN Paralimni     | 1 – 0  | 1 – 0   |
| Omonia                                            | 2 – 2 (gfc) | Apollōn Limassol | 2 – 1  | 0 - 1   |

## Semifinali
| Squadra 1                     | Totale | Squadra 2       | Andata | Ritorno     |
| ----------------------------- | ------ | --------------- | ------ | ----------- |
| 2 aprile 2014 / 9 aprile 2014 |        |                 |        |             |
| Apollōn Limassol              | 3 – 5  | Ermīs Aradippou | 2 – 1  | 1 – 4 (dts) |
| APOEL                         | 8 – 1  | Doxa Katōkopias | 4 – 1  | 4 – 0       |

### Finale
| Arbitro: | Christos Nicolaides |

|                             |           |  |
| De Vincenti 6’ Sheridan 27’ | Marcatori |  |